# Hugo von Seeliger
Hugo von Seeliger, também conhecido como Hugo Hans Ritter von Seeliger (Bielsko-Biała, Silésia Austríaca, 23 de setembro de 1849 – Munique, 2 de dezembro de 1924), foi um astrônomo alemão, considerado frequentemente o mais importante astrônomo de sua época.

## Estudantes
Seus alunos de doutorado foram
- Julius Bauschinger, 1884
- Ernst Anding, 1888
- Richard Schorr, 1889
- Karl Oertel, 1890
- Oscar Hecker, 1891
- Adalbert Bock, 1892
- George Myers, 1896
- Karl Schwarzschild, 1897
- Lucian Grabowski, 1900
- Gustav Herglotz, 1900
- Emil Silbernagel, 1905
- Ernst Zapp, 1907
- Kasimir Jantzen, 1912
- Wilhelm Keil, 1918
- Friedrich Burmeister, 1919
- Gustav Schnauder, 1921
- Walter Sametinger, 1924